# Теория на Брьонстед и Лоури
Теорията на Брьонстед и Лоури в химията описва механизма на реакцията между киселини и основи. Йоханес Брьонстед (Johannes Nicolaus Brønsted) и Томас Лоури (Thomas Martin Lowry) предлагат теорията независимо един от друг през 1923 г. Тя разширява химическите представи за киселина и основа. В тази теория киселината е дефинирана като химическо съединение, което има склонност да отдава водороден йон {\displaystyle H^{+}:} (протонен донор, киселина на Брьонстед-Лаури), а основата – като химическо съединение, което има склонност да приема водороден йон (протонен акцептор, основа на Брьонстед-Лаури).
Киселините са вещества, които отдават протони (т.е. донори на {\displaystyle {\mbox{H}}^{+}}).
Основите са вещества, които приемат протони (т.е. акцептори на {\displaystyle {\mbox{H}}^{+}} ).
В реакцията между оцетна киселина и вода, оцетната киселина се проявява като протонен донор по отношение на водата, която е в ролята на основа. Съответното уравнение има следния вид:
{\displaystyle {\mbox{CH}}_{3}{\mbox{COOH}}+{\mbox{H}}_{2}{\mbox{O}}\longrightarrow {}{\mbox{H}}_{3}{\mbox{O}}^{\mbox{+}}+{\mbox{CH}}_{3}{\mbox{COO}}^{-}}
Водата може също да се прояви и като киселина, например при реакция с амоняк по следното уравнение::
{\displaystyle {\mbox{NH}}_{3}+{\mbox{H}}_{2}{\mbox{O}}\longrightarrow {}{\mbox{NH}}_{4}^{\,{\mbox{+}}}+{\mbox{OH}}^{-}}
Тук H2O отдава протон на NH3. По този начин водата действа като амфотерно съединение: може да проявява свойства както на киселина, така и на основа. Тези реакции са обратими. Обратната реакция между оцетна киселина и вода е:
{\displaystyle {\mbox{H}}_{3}{\mbox{O}}^{+}+{\mbox{CH}}_{3}{\mbox{COO}}^{-}\longrightarrow {}{\mbox{CH}}_{3}{\mbox{COOH}}+{\mbox{H}}_{2}{\mbox{O}}}
В обратната реакция водата H3O+ се проявява като киселина, за да отдаде протон на оцетната киселина CH3COO-, която се проявява като основа.
В правата реакция, оцетната киселина CH3COOH се проявява като киселина за водата H2O. По този начин H3O+ формират една киселинно-основна двойка, а CH3COOH и CH3COO- формират втора киселинно-основна двойка.
В теорията за киселини и основи (протолитична теория) във всяка химична реакция изходните вещества се разглеждат като основа и киселина, които впоследствие се превръщат в спрегната киселина и спрегната основа:
{\displaystyle {\mbox{NH}}_{3}+{\mbox{H}}_{2}{\mbox{O}}\longrightarrow {}{\mbox{NH}}_{4}^{\,{\mbox{+}}}+{\mbox{OH}}^{-}}
където {\displaystyle {\mbox{NH}}_{3}} е основа, а водата е киселина, след като реагират, {\displaystyle {\mbox{NH}}_{4}^{\,{\mbox{+}}}} е спрегната киселина (защото образува киселини, защото отдава протон), а {\displaystyle {\mbox{OH}}^{-}} е спрегната основа (защото образува основи, защото приема протон).
Идеята идва от взаимодействие на вода с вода, където едната е киселина, а другата – основа
{\displaystyle {\mbox{H}}_{2}{\mbox{O}}+{\mbox{H}}_{2}{\mbox{O}}\longrightarrow {}{\mbox{OH}}^{-}+{\mbox{H}}_{3}{\mbox{O}}^{+}}
киселина + основа {\displaystyle \longrightarrow {}} спрегната основа + спрегната киселина